# Salme Rootare
Salme Rootare (Tallinn, 26 marzo 1913 – Tallinn, 21 ottobre 1987) è stata una scacchista estone.
Ottenne il titolo di Maestro internazionale femminile nel 1957.
Dal 1945 al 1972 vinse per 15 volte il campionato estone femminile.
Nel 1959 si classificò al 4º-5º posto nel Torneo dei canditati femminile di Plovdiv (vinto da Kira Zvorykina).
Nel 1956 vinse una partita contro Ljudmyla Rudenko (Campionessa del mondo 1950/53), che abbandonò pensando che avrebbe preso scacco matto alla mossa successiva. Fu solo dopo la partita che ambedue le giocatrici si resero conto che la Rudenko poteva non solo salvare la partita, ma vincerla.